# Anastatus dexingensis
Anastatus dexingensis är en stekelart som beskrevs av Mao-Ling Sheng och Wang 1997. Anastatus dexingensis ingår i släktet Anastatus och familjen hoppglanssteklar. Inga underarter finns listade i Catalogue of Life.